# Bernadett Szél
Dans le nom hongrois Szél Bernadett, le nom de famille précède le prénom, mais cet article utilise l’ordre habituel en français Bernadett Szél, où le prénom précède le nom.
Bernadett Szél, née le 9 mars 1977 à Pécs, est une personnalité politique hongroise, co-présidente du parti La politique peut être différente (LMP) de 2013 à 2018, députée depuis 2012 et présidente du groupe LMP à l'Assemblée hongroise.